# Vanuatu i olympiska sommarspelen 1988
Vanuatu deltog i de olympiska sommarspelen 1988 med en trupp bestående av sex deltagare, men ingen av landets deltagare erövrade någon medalj.

## Boxning
| James Iahuat     | Mellanvikt      |                               | Musungay Kabingi (ZAI) L RSCH | Gick inte vidare | Gick inte vidare | Gick inte vidare | Gick inte vidare | Gick inte vidare | Gick inte vidare |                  |
| Issac Iapatu     | Lätt mellanvikt |                               | Abrar-Hussain Syed (PAK) L WO | Gick inte vidare | Gick inte vidare | Gick inte vidare | Gick inte vidare | Gick inte vidare | Gick inte vidare |                  |
| Edouard Paululum | Bantamvikt      | Alexandre Artemiev (URS) L WO | Gick inte vidare              | Gick inte vidare | Gick inte vidare | Gick inte vidare | Gick inte vidare | Gick inte vidare | Gick inte vidare | Gick inte vidare |

## Friidrott
Herrar
| Idrottare      | Gren                | Heat  | Heat      | Semifinal        | Semifinal        | Final            | Final            |
| Idrottare      | Gren                | Tid   | Placering | Tid              | Placering        | Tid              | Placering        |
| -------------- | ------------------- | ----- | --------- | ---------------- | ---------------- | ---------------- | ---------------- |
| Patis Firiam   | Herrarnas 400 meter | 51,77 | 73        | Gick inte vidare | Gick inte vidare | Gick inte vidare | Gick inte vidare |
| Jerry Jeremiah | Herrarnas 100 meter | 10,96 | 82        | Gick inte vidare | Gick inte vidare | Gick inte vidare | Gick inte vidare |
| Jerry Jeremiah | Herrarnas 200 meter | 22,01 | 55        | Gick inte vidare | Gick inte vidare | Gick inte vidare | Gick inte vidare |

Damer
| Idrottare       | Gren               | Heat  | Heat      | Semifinal        | Semifinal        | Final            | Final            |
| Idrottare       | Gren               | Tid   | Placering | Tid              | Placering        | Tid              | Placering        |
| --------------- | ------------------ | ----- | --------- | ---------------- | ---------------- | ---------------- | ---------------- |
| Olivette Daruhi | Damernas 100 meter | 13,00 | 63        | Gick inte vidare | Gick inte vidare | Gick inte vidare | Gick inte vidare |